# Alcatraz (TV-serie)
Alcatraz är en amerikansk TV-serie, skapad av Elizabeth Sarnoff, Steven Lilien och Bryan Wynbrandt. TV-serien hade premiär den 16 januari 2012 i USA och 9 april 2012 i Sverige.
I maj 2012 beslutade TV-bolaget Fox att serien ska läggas ner på grund av svikande tittarsiffror. Seriens första och enda säsong bestod av 13 avsnitt. Det sista avsnittet visades den 9 maj 2012 i USA.

## Handling (i korthet)
Det var flera fångar som försvann när fängelset Alcatraz stängdes, men nu börjar de dyka upp igen. Det underliga är att de inte har åldrats. I serien dyker även vakter och annan personal upp.